# Raja Amari
Raja Amari (àrab: رجاء عماري, Rajāʾ ʿUmārī) (Tunis, 4 d'abril de 1971) és una directora de cinema i guionista tunisiana. És coneguda per les pel·lícules Satin rouge/Red Satin (2002) i Dowaha/Les Secrets/Buried Secrets (2009), que han guanyat premis i reconeixements a nivell internacional.

## Primers anys i educació
Nascuda a Tunis, Amari es va formar en dansa al Conservatori de Tunis, guanyant el primer premi de dansa el 1992. Després va estudiar italià a la Società Dante D'Alighieri de Tunis i més tard va estudiar literatura francesa a la Universitat de Tunis. Durant dos anys va escriure per a Cinécrits, una revista de cinema editada per l'Association Tunisienne pour la promotion de la critique cinematographique. El 1995, Amari va assistir a La Fémis (Institut de Formation et d'Enseignement pour les Metiers de l'Image et du Son), a París, per estudiar guionatge. Després de graduar-se el 1998, va començar a treballar en la seva cartera de pel·lícules. La seva pel·lícula Satin rouge es va projectar a la Berlinale 2002. La seva pel·lícula Dowaha va ser selecció oficial a la 66a Mostra Internacional de Cinema de Venècia de 2009.
El 2019, l'Acadèmia de les Arts i les Ciències Cinematogràfiques la va convidar a ser-ne membre. També és membre del Col·lectiu 50/50, que té com a objectiu promoure la igualtat de gènere i la diversitat al cinema i als mitjans audiovisuals.

## Carrera
S'ha dit que Raja Amari té un estil «transvergent» en la seva obra. Stacey Weber-Fève, va comentar que l'estil d'Amari significa que el seu treball transcendeix el cinema nacional i té la capacitat de connectar amb una «identitat nacional» segons el context i la temporalitat donats de les seves pel·lícules. Will Higbee avança. la idea del cinema «transvergent» com un cinema que «veu l'intercanvi entre el global i el local no com a lloc dins d'un “marc global” abstracte o indefinit». Més aviat, les «diferències i desequilibris de poder» entre i dins de les indústries cinematogràfiques tendeixen a donar forma al cinema.
Quan se li va preguntar sobre les seves influències, Amari va respondre en una entrevista a Indiewire que inclouen François Ozon i Arnaud Desplechin.
| «                                                              | Sempre vaig voler fer una pel·lícula que girés al voltant de la dansa del ventre. Em vaig formar durant molts anys com a ballarina del ventre al Conservatoire de Tunis. També vaig créixer veient musicals de l'època daurada del cinema egipci dels anys quaranta que encara es reprodueixen a la televisió avui dia. La meva mare i jo vam estimar la coneguda ballarina del ventre Samia Gamal i el cantant Farid al-Atrash. | » |
| — Raja Amari, Entrevista amb Bouziane Daoudi a Zeitgeist Films | |   |

### Filmografia

#### Satin rouge / Red Satin(2002)
Satin rouge segueix la mare tunisiana vídua Lilia, (Hiam Abbass) mentre es transforma radicalment de mestressa de casa a ballarina de cabaret. La seva transformació comença quan sospita que la seva filla adolescent, Selma (Hend el Fahem) té una relació secreta amb Chokri (Maher Kamoun), un percussionista de darbouka a la classe de ball de la Selma. Per saber-ne més, la Lilia decideix seguir en Chokri algun dia. En la seva escapada, el segueix al seu segon lloc de treball: un club de cabaret. Després de superar el seu xoc inicial, la Lilia esdevé s'atreu pels ballarins i la música de tambor. Les dones són molt diferents de la Lilia: porten roba de colors, mostren el ventre i ballen d'una manera sensual al ritme del tambor. Després de fer-se amiga de la ballarina principal, Folla (Monia Hichri), la Lilia està convençuda de començar a ballar al cabaret. Mentre la Lilia comença a ballar cada nit, simultàniament comença una relació romàntica amb Chokri, que encara no sap que la Lilia és la mare de la Selma. Quan Chokri acaba la seva aventura amb la Lilia, ella té el cor trencat. Més tard descobreix que és perquè la Selma ha demanat a Chokri que la conegui i Chokri, adonant-se que la seva relació amb Selma s'està posant seriosa, accepta. La incòmoda "primera" reunió que la Selma organitza entre Chokri i Lilia consolida la transformació total de la Lilia. Quan a l'inici de la pel·lícula se la veu com una dona trista, avorrida i sotmesa que poques vegades surt de les comoditats de casa, ara és una figura matriarcal dominant, que es restableix amb la mirada de Lilia al mirall abans de Chokri i l'arribada de Selma.
| « | Normalment, a les pel·lícules àrabs i les pel·lícules tunisianes tens una dona que està en conflicte amb la societat, i lluitarà contra ella. No volia això- Aquest no era el meu tema. Lilia, el personatge interpretat per Haim Abbass, en realitat troba la seva llibertat en el context del que jo anomeno la hipocresia social. Està involucrada en una societat hipòcrita : el món de la nit i el món del dia. El que fas, el que fas realment, no ho mostres. Troba un compromís en el sentit que la societat és així. Ella només s'adapta a la societat. Fa el que vol, però no ho mostra al món. -Raja Amari, Indiewire, 20 d’agost de 2002 | » |

S'ha argumentat que el treball d'Amari, especialment Satin rouge, ha obert noves vies i oportunitats per a la representació de les dones tunisianes al cinema i a la societat. L'autora Stacey Weber-Fève assegura que el retrat d'Amari de la protagonista, Lilia, fent tasques domèstiques a les primeres escenes de la pel·lícula, «capta concretament la possibilitat de (re)apropiar-se de la representació femenina en el cinema nord-africà contemporani». També assegura que Amari, «implica nous debats que aborden les interpretacions de les interpretacions dels rols tradicionals de les dones i el desig d'autoexpressió en la societat tunisiana contemporània, en comprometre de manera multicapa les implicacions ideològiques d'aquesta construcció social tradicional de la mestressa de casa i el seu comportament.»

#### Printemps Tunisien / Tunisian Spring(2014)
A la ressenya de Melissa Thackway i Olivier Bartlet del Festival Panafrican de Cinema i Televisió de Ouagadougou 2015 (FESPACO), a «Fespaco 2015: After the Transition, What Next?», assenyalen que la pel·lícula d'Amari sobre la Primavera tunisiana va ser l'única pel·lícula que va destacar entre la secció «Features» del festival. Van assenyalar que la pel·lícula era «un drama de televisió de qualitat sobre la resposta divergent d'un grup de joves músics a la turbulència de la Primavera Àrab.»

## Vida personal
Raja Amari actualment resideix a París.

## Filmografia
- Le Bouquet / The Bouquet, 1995
- Avril / April, 1998
- Un soir de juillet / An Evening in July, 2000
- Al-Sitar al-ahmar / Satin rouge / Red Satin, 2002
- Seekers of Oblivion, [DOC] 2004
- Dowaha / Les secrets / Secrets, 2009
- Tunisian Spring, 2014
- Corps étranger, 2016[11][12]

## Premis i nominacions
| Any  | Premis                                                                                | Pel·lícula                            | Resultat  | Referència |
| ---- | ------------------------------------------------------------------------------------- | ------------------------------------- | --------- | ---------- |
| 1998 | Premi especial del jurat al Festival de Cinema de Milà                                | Avril/April                           | Guanyador | [ 3 ]      |
| 1998 | Premi especial del jurat al Festival de Curtmetratges de Tunis                        | Avril/April                           | Guanyador | [ 3 ]      |
| 1998 | Premi a la millor fotografia al Festival Internacional de Curtmetratges, Grècia       | Avril/April                           | Guanyador | [ 3 ]      |
| 1998 | Premi de la Qualitat al Centre national du cinéma et de l'image animée (CNC)          | Avril/April                           | Guanyador | [ 1 ]      |
| 2001 | Primer Premi al Festival de Milà                                                      | Un soir de juillet/An Evening in July | Guanyador | [ 1 ]      |
| 2001 | Golden Dhow (Millor curtmetratge) al Festival de Cinema de Zanzíbar                   | Un soir de juillet/An Evening in July | Guanyador | [ 1 ]      |
| 2002 | Premi Showcase del nou director al Festival Internacional de Cinema de Seattle        | Satin rouge/Red satin                 | Guanyador | [ 8 ]      |
| 2002 | Premi a la millor pel·lícula africana al Festival Internacional de Cinema de Montreal | Satin rouge/Red satin                 | Guanyador | [ 13 ]     |
| 2002 | Premi del públic Festival Internacional de Cinema de Maine                            | Satin rouge/Red satin                 | Guanyador | [ 1 ]      |
| 2002 | Premi a la millor pel·lícula al Festival de Cinema de Torí                            | Satin rouge/Red satin                 | Guanyador | [ 14 ]     |
| 2009 | Premi a la millor fotografia a la XXX edició de la Mostra de València                 | Dowaha/Les Secrets/Buried Secrets     | Guanyador | [ 15 ]     |